# Krocionóg piaskowy
Krocionóg piaskowy (Ommatoiulus sabulosus) – gatunek wija z gromady dwuparców występujący w Europie. 
Krocionóg piaskowy został opisany w 1758 roku przez Karola Linneusza w 10. edycji Systema Naturae, pod łacińską nazwą Julus sabulosus. W utworzonym w 1884 przez Latzela rodzaju Ommatoiulus umieścił go w 1968 Jeekel.
Jego ciało jest połyskujące, ciemnobrązowe, długie, walcowate, pokrywa je twardy pancerz. Widoczne są na nim dwa długie pomarańczowo-czerwone pasy, rozciągające się wzdłuż całego ciała, skąd pochodzi jego angielska nazwa – striped millipede. Posiada minimum trzydzieści pięć segmentów. Z wyjątkiem pierwszych trzech i ostatniego, każdy z członków jest zaopatrzony w dwie pary nóg. Będąc w niebezpieczeństwie, krocionóg zwija się w spiralę, w centrum której zawsze jest głowa. Oprócz mocnego pancerza dodatkową ochroną są uchodzące z boku segmentów gruczoły wydzielające trującą ciecz, która zawiera m.in. kwas cyjanowodorowy. 
Krocionóg piaskowy to gatunek pospolity, rozpowszechniony w całej kontynentalnej Europie oraz na Wyspach Brytyjskich, w tym na Irlandii. Zasiedla niemal wszystkie typy siedlisk: lasy, łąki, tereny otwarte, suche stoki oraz ściółkę różnych zespołów roślinnych, takich jak: bór sosnowy czernicowy (Vaccinio myrtilli-Pinetum), bór mieszany (Pino–Quercetum), grąd Tilio-Carpinetum, czy żyzna buczyna karpacka (Dentario glandulosae-Fagetum); występuje także na glebach piaszczystych. W piętrze alpejskim występuje do wysokości 2800 m n.p.m.
W przeciwieństwie do większości krocionogów krocionóg piaskowy jest aktywny głównie w ciągu dnia. Podczas masowych pojawów można spotkać je bardzo licznie, niekiedy w pobliżu siedzib ludzkich – gromadzą się wówczas na trawnikach, wokół domów, zabudowań oraz w piwnicach. Pożywiają się cząsteczkami ziemi, zbutwiałymi liśćmi, resztkami roślin oraz drewnem.